# Otto Ödling

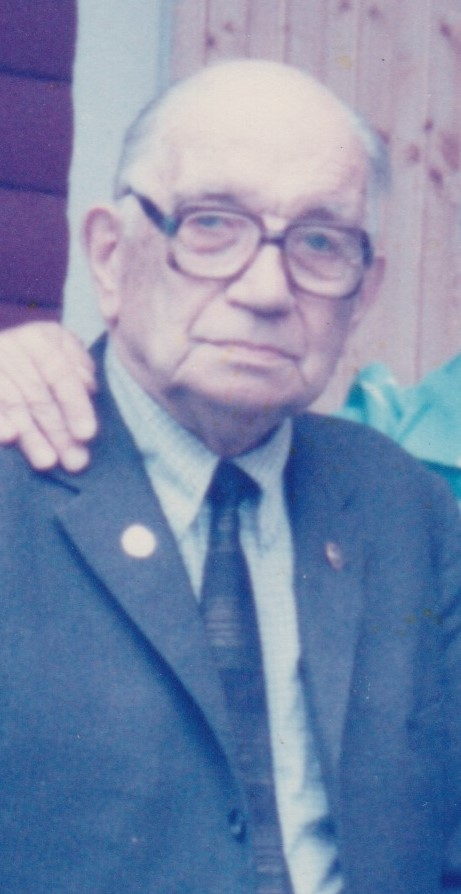
Otto Ödling.

Otto Enar Ödling, född 28 maj 1906 i Arnäs socken, död 23 december 1987 i Själevads församling, var en svensk teckningslärare, målare och grafiker.
Han var son till hemmansägaren Erik Ödling och Evelina Högström och gift med Sigrid Paulina Forsberg. Ödling drev 1940–1963 den Kemiska tvättcentralen i Örnsköldsvik och arbetade därefter som teckningslärare i Örnsköldsviks skolor. Som konstnär var han autodidakt och inledde sitt konstnärskap i slutet av 1920-talet.     
Tillsammans med Gunnar Hägglund ställde han ut i Umeå 1958 och separat ställde han bland annat ut på Galerie S:t Nikolaus i Stockholm 1962 och 1964, Malmö, Köping, Härnösand, Luleå, Gullänget och Örnsköldsvik. Han medverkade i vandringsutställningen Salong Y som visades i Västernorrlands läns städer samt Stockholmssalongen 1963 och 1964 samt Vårsalongen 1969 på Liljevalchs Konsthall. Han var även mentor åt bl.a. Christina Hammarström, Domsjö, och Birgitta af Klinteberg, Örebro.     
Hans konst består av stilleben, figurer, porträtt och nordsvenska landskap utförda som oljemålningar, torrnålsgravyrer, blyertsteckningar och linoleumtryck.    
Ödling finns representerad på bl.a. Örnsköldsviks Museum, Hembygdsgården Ödbergska Gården i Örnsköldsvik och MoDo Museet i Moliden.